# Ojamajo Adventure: Naisho no Mahou
Ojamajo Adventure: Naisho no Mahou (おジャ魔女あどべんちゃ〜ないしょのまほう?) es una novela visual desarrollada por Amada Printing para Microsoft Windows, basada en la serie Ojamajo Doremi. Después de su lanzamiento inicial, se volvió muy buscado y puede ser muy costoso comprarlo.[cita requerida]
Este es uno de los únicos videojuegos hechos para la serie que fue una novela visual, en lugar de un juego de aprendizaje para niños. Está protagonizada por un nuevo personaje, quien conoce a las Ojamajo y aprende acerca de ser una bruja y su amistad. Al ver ciertos eventos con personajes, se elevarán sus valores de amistad, y los eventos ocurren debido a las decisiones tomadas por el jugador.

## Historia
La historia introduce a Majorythm (マジョリズム?), una joven bruja que vino al mundo de los humanos para estudiarlos y aprender cómo viven regularmente, conociendo a Doremi Harukaze y sus amigas, quienes forman parte fundamental de la trama.[cita requerida]